# Sri Menanti (Tanjung Lago)
Sri Menanti is een bestuurslaag in het regentschap Banyuasin van de provincie Zuid-Sumatra, Indonesië. Sri Menanti telt 907 inwoners (volkstelling 2010).